# Jakov Gavrilovič Uchsaj
Jakov Gavrilovič Uchsaj, vero cognome Nikiforov (in russo Яков Гаврилович Ухсай, Никифоров?; Slakbaš, 26 novembre 1911 – Čeboksary, 7 luglio 1986), è stato un poeta, drammaturgo e romanziere russo, di etnia ciuvascia, ma nato in Baschiria. Fu insignito di vari premi, partecipò alla Grande guerra patriottica durante il secondo conflitto mondiale.

## Biografia
Jakov Gavrolovič Nikiforov nacque il 13 novembre (secondo il calendario giuliano) 1911 nel villaggio di Slakbaš (oggi parte del Belebeevskij rajon in Baschiria). Lavorò come caporedattore del periodico Tӑvan Atӑl (in italiano: Noi Nativi del Volga). Dal 1930 al 1933 studiò presso l'Università statale di Mosca. Morì a Čeboksary il 7 luglio 1986, a 74 anni.  È considerato in Ciuvascia un Eroe nazionale.

## Opere principali
- "Kĕlpuk muči" (la Santa Kelbuk)
- "Ača čuhnehi çăltăr" (La stella della mia infanzia)
- "Hura tăpra" (Terre oscure)
- "Saltak"